# Horsens (commune)
Pour la ville qui donne son nom à la commune, voir Horsens.
Horsens est une commune du Danemark, située dans la région du Jutland-Central ; c’est aussi le nom de son chef-lieu, et d’une ancienne commune d’avant la réforme communale (voyez plus bas). La commune comptait environ 94 440 habitants en 2022, pour une superficie de 542 km2.

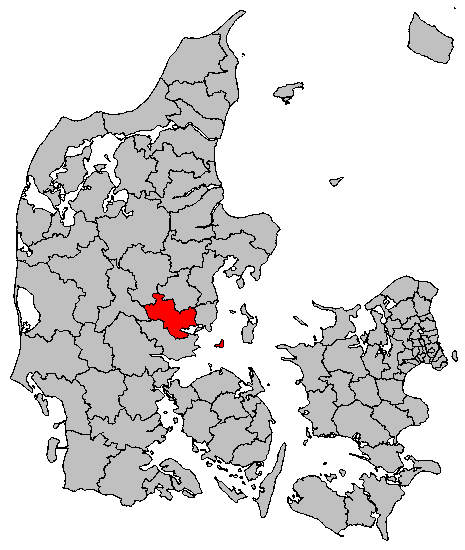
La commune d’Horsens

L’ancienne commune d’avant la réforme communale de 2007 a fusionné avec celles de Brædstrup et Gedved.